# Księga Ozeasza

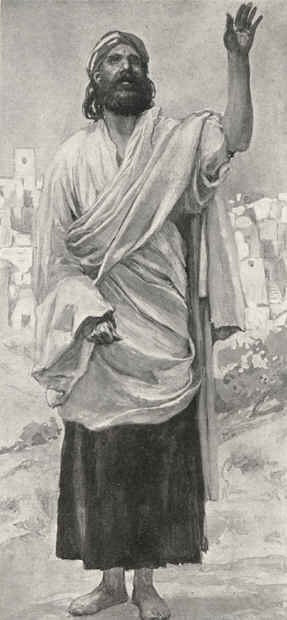
Prorok Ozeasz, autor: James Tissot

Księga Ozeasza (hebr. הושע Hoszea) – jedna z ksiąg Pisma Świętego, stanowi część ksiąg prorockich Starego Testamentu. W kanonie hebrajskim stanowiła część Księgi Dwunastu Proroków Mniejszych.
Doświadczenia miłości i cierpienia, gdy żona opuściła Ozeasza dla innego mężczyzny, stały się dla niego inspiracją do wyrażenia w tej księdze miłości Boga do Izraela i Jego smutku z powodu odrzucenia tej miłości przez ludzi.

## Treść
Część 1: Smutek Ozeasza z powodu jego żony, oraz smutek Boga z powodu Izraela 1–3
- Żona i dzieci Ozeasza 1–2,1
- Niewierny Izrael 2,2–23
- Ozeasz odzyskuje swoją żonę 3

Część 2: Bóg Jahwe kocha Izraela, ale będzie jego sędzią 4–13
Epilog: Obietnica odnowy, jeśli Izrael okaże skruchę 14

## Czas i miejsce
Wydarzenia z Księgi Ozeasza dzieją się równolegle z początkową działalnością Izajasza. Prorok Ozeasz pochodził z Północnego Królestwa. Jego służba rozpoczęła się w czasie panowania ostatniego liczącego się króla Izraela, Jeroboama II, i trwała przez dwadzieścia lat załamania świetności państwa, w okresie panowania sześciu królów i zdobycia stolicy Izraela, Samarii, przez Asyryjczyków w 721 r. przed Chr.

## Prorok
Imię „Ozeasz" jest skrótem imienia Jehoszua (hebr. „Jahwe jest zbawieniem"), co ma pewną wymowę zważywszy na treść całej księgi.
Niewiele wiadomo o pochodzeniu proroka. Był on synem niejakiego Beeriego, o której to postaci nie posiadamy na kartach Pisma Świętego żadnych informacji.
Ozeasz był mężczyzną o dużej wrażliwości. Smutne przeżycia osobiste wzmogły w nim jeszcze zdolność współczucia. Jego proroctwa dotyczą przeważnie sądu, lecz wyrażone są słowami wiernej miłości i troski.

## Przesłanie
Ludzie zaczęli zwracać się do kananejskiego boga płodności – Baala. Korupcja religijnego i społecznego życia Izraela sprawiła, że upadek był nieuchronny. Prorok głosi jednak głęboką miłość Boga do niewiernego Izraela i Jego pragnienie, aby lud powrócił do Niego i mógł się cieszyć Jego błogosławieństwem.

## Księga Ozeasza w kulturze
- Swoją interpretację fragmentu Księgi Ozeasza (Oz 11, 1–11) stworzyła polska grupa 2Tm2,3 w utworze „Kiedy Izrael był dziecięciem" na albumie dementi (2008).
- W oparciu o księgę Ozeasza powstała książka Potęga Miłości, której autorką jest Rivers Francine